# Купа на Азербайджан
Купа на Азербайджан (на азербайджански: Azərbaycan Kuboku) е футболен турнир с елиминационна структура, управляван от Азербайджанската футболна федерация. Турнирът стартира през 1936 г. като Купа на Азербайджан, когато страната е в рамките на СССР и служи като квалификационен турнир за купата на СССР. Провежда се ежегодно под егидата на Азербайджанския футболен федерация и е второто по значимост футболно състезание на Азербайджан след Суперкупата на Азербайджан, а финалът е всяка година в края на май, с няколко изключения.

## Представяне на отборите
| Клуб               | Победител | 2-ри | Година                                      |
| ------------------ | --------- | ---- | ------------------------------------------- |
| Нефтчи             | 5         | 2    | 1994–95, 1995–96, 1998–99, 2003–04, 2012–13 |
| Капаз              | 4         | 0    | 1993–94, 1996–97, 1997–98, 1999–2000        |
| Карабах            | 3         | 3    | 1993, 2005–06, 2008–09                      |
| Хазар Ленкоран     | 3         | 2    | 2006–07, 2007–08, 2010–11                   |
| ФК Баку            | 3         | 0    | 2004–05, 2009–10, 2011–12                   |
| Иншаатчи Баку      | 1         | 0    | 1992                                        |
| Шафа               | 1         | 0    | 2000–01                                     |
| Интер Баку         | 0         | 4    | –                                           |
| Шамкир             | 0         | 3    | –                                           |
| ФК Kur             | 0         | 2    | –                                           |
| Иншаатчи Сабирабад | 0         | 1    | –                                           |
| Хазри              | 0         | 1    | –                                           |
| Карван             | 0         | 1    | –                                           |
| МКТ-Араз           | 0         | 1    | –                                           |